# Prvenstva Jugoslavije u dvoranskom hokeju
Prvaci Jugoslavije u dvoranskom hokeju.
(popis nepotpun)
- 1983: Jedinstvo (Zagreb)
- 1984: Elektrovojvodina (Novi Sad)
- 1985:
- 1986: Jedinstvo (Zagreb)
- 1987:
- 1988:
- 1989: Marathon (Zagreb)
- 1990: Marathon (Zagreb)
- 1991: Marathon (Zagreb)